# Famille Cholnoky
La famille Cholnoky (csolnokosi Cholnoky en hongrois)  est une ancienne famille noble hongroise.

## Origines
Béla IV de Hongrie fait don dans le comté de Hunyad du domaine de Csincsis à l'ancêtre de la famille, qui pourrait être d'origine roumaine, pour service rendu durant l'invasion mongole de 1241-1242. Il y édifia ensuite une forteresse et prit le nom de Csolnakosi/Csolnokosi qui se fixera en Cholnoky.
Un membre de la famille, Jariszló, fils de Péter, épouse en 1419 Erzsébet Morzsinai, veuve de Voyk Hunyadi et mère du gouverneur Jean Hunyadi, lui-même père du roi Matthias Ier de Hongrie, dont Dan, Vajk, Péter et János Csolnakosi.
Le gouverneur Hunyadi n'oublie pas ses demi-frères et dote la famille Chokolny de privilèges spéciaux (soustraction du village à tous les impôts, règlements des questions de justice par le propriétaire (un Cholnoky donc) ou directement auprès de la Cour royale et non du comté. Lors de la diète de 1838, le comté de Hunyad demande, au nom de la famille Cholnoky, que ces privilèges demeurent en vigueur) et d'un blason ressemblant fort à celui de la famille Hunyadi. Il représente un corbeau noir transpercé d'une flèche d'argent et tenant dans son bec un anneau d'or serti d'un rubis.
Le roi Matthias fait don en 1464 des villages de Doboka et de Ohába (en Transylvanie) ainsi que de vastes domaines dans le comté de Esztergom, dont Csolnok, en 1486 à Albert Csolnakosi qu'il nomme capitaine de la forteresse de Kőszeg. Ce dernier prend le nom de Cholnoky de Csolnakos (csolnakosi Cholnoky).
Un descendant d'Albert arrive de Transylvanie en Hongrie avec Étienne II Bocskai. István Cholnoky jure fidélité à Ferdinand II du Saint-Empire qui lui fait don d'un nouveau blason (31 janvier 1625).  Époux de Mária Bélaváry, leur fils  László Chokolny est tué durant la bataille de Bratislava en 1683 aux côtés de Imre Thököly.
Plus tard, des membres de la famille s'installent dans les comtés de Fejér, Pest, Tolna, Veszprém, Zemplén et Szatmár; et également hors de Hongrie au cours du XXe siècle.

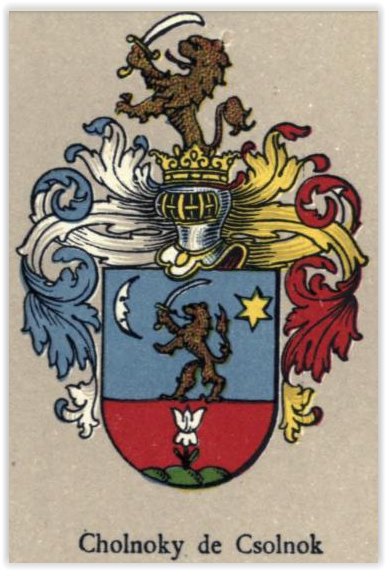
Blason de 1625

## Membres
- Viktor Cholnoky (hu) (1868–1912), écrivain, journaliste et traducteur hongrois.
- Jenő Cholnoky (hu) (1870–1950), écrivain, géographe, professeur et membre de l'Académie hongroise des sciences.
- László Cholnoky (hu) (1879–1929), écrivain.
- László Cholnoky (hu) (1899–1967), pharmacien et chimiste hongrois, membre correspondant de l'Académie hongroise des sciences.
- Sára Cholnoky (hu) (1988) (surfeuse)

## Pour approfondir